# Internet Explorer
Internet Explorer (skraćeno IE ili MSIE) internetski je preglednik  koji je razvila tvrtka Microsoft, te sastavni dio Microsoft Windows operativnih sustava (zbog čega je Microsoft tužen). Od 1999. do 2012. godine, bio je najrašireniji internetski preglednik.
Iako je izdan 1995. godine kao dio OEM izdanja Windows 95 operativnog sustava, Internet Explorer nije bio uključen u prvim komercijalnim verzijama tog operativnog sustava.
Verzija 6 je dostupna za sve verzije Windowsa od Windows 98 do Windows XP operativnog sustava, a zadnja verzija dostupna za Windows XP je Internet Explorer 8.0.6. Također postoji Internet Explorer Mobile verzija za mobilne uređaje (verzije 6, 7, 9 i 10), a postojala je i verzija za Windows CE pod nazivom Pocket Internet Explorer.
Nakon prvog izdanja Internet Explorera za verziju Windowsa 95, Internet Explorer je postao dostupan i za Mac (napušten 2003.) te UNIX (napušten 2001.) operativne sustave.
Do verzije 6 puno ime preglednika bilo je "Microsoft Internet Explorer", od verzije 7 do 9 nazivao se "Windows Internet Explorer", a od verzije 10 naziva se "Internet Explorer".

## Raširenost
Svoju raširenost Internet Explorer u prvom redu može zahvaliti činjenici da dolazi kao sastavni dio Windows operativnog sustava. Nakon izdavanja Internet Explorera 2.0 te posebice nakon izdavanja verzije 4.0, Internet Explorer je zabilježio svoj prvi veliki skok u popularnosti: od udjela koji je bio manji od 20% 1996. godine do 40% 1998. godine, te preko 80% 2000. godine. Do 2002. godine Internet Explorer je skoro u potpunosti istisnuo svog najvećeg rivala, Netscape preglednik, te je postao dominantnim preglednikom.
2002. godine Internet Explorer bilježi popularnost od čak 96%. To je trajalo sve do pojave Mozilla Firefox internetskog preglednika koji je sve više ugrožavao popularnost Internet Explorera. Zbog pojave Firefoxa te sve veće popularnosti Opere i Google Chromea, Internet Explorer je držao sve manji udio tržišta internetskih preglednika, a od svibnja 2012. Google Chrome je postao web preglednik s najvećim udjelom na tržištu potisnuvši Internet Explorer na drugo mjesto.

## Inačice 1, 2 i 3
Internet Explorer je zapravo donesen prvenstveno iz tvrtke Spyglass, iz Mosaica, ranog komercijalnog web preglednika. 1995., Microsoft je licencirao Mosaic iz Spyglassa.
Verzija 1 se isporučivala uz nadogradnju "Plus! for Windows 95", a verzija 2 uz Windows NT 4.0 i Windows 95 OSR1.
27. studenog 1995., samo 3 mjeseca nakon svoje prve verzije izašla je 2.0 inačica internet preglednika Internet Exloprera. IE 2.0 donio je podršku za SSL, cookie i JavaScript. Bio je i prvi browser koji je podržavao prebacivanje bookmarka s drugog browsera, u ovom slučaju s Netscape Navigatora, u to vrijeme najpopularnijeg Internet preglednika.
Internet Explorer nije bio popularan sve do verzije 3, koja je prva verzija programirana bez Spyglassova izvornog koda (iako je još uvijek koristio Spyglassovu "tehnologiju", te se Spyglass zbog toga još uvijek spominjao u dokumentaciji). Internet Explorer 3 je bio prvi preglednik s CSS podrškom. Izdan je 13 kolovoza, 1996., dodana je podrška za ActiveX kontrole, Java applete i multimediju. Verzija 3 također je dolazila s uključenim programima Internet Mail and News, NetMeeting, i ranom verzijom programa Windows Address Book, bio je uključen u Windows 95 OSR 2. Verzija 3 prva je popularna verzija tog programa.
- Internet Explorer 1
- Internet Explorer 2
- Internet Explorer 3

## Inačica 4
IE 4 izašao je 1997. godine uz Windows 98, i donio je neke pozitivne novosti: Outlook Express zamijenio je Internet News and Mail, aktivne kanale (nikad zaživjelu tehnologiju, preteču RSS-a), ali je također uključio IE u operacijski sustav, što je 1998. uzrokovalo tužbu protiv Microsofta radi monopola. Novost je također i aktivni desktop, tj. mogućnost prikazivanja web stranica kao radne površine (od IE4 Microsoftovi operacijski sustavi mogu kao pozadinu rabiti osim slika u BMP formatu također i JPG, ako je uključen aktivni desktop, prije to nije bilo moguće). Dok je prije IE3 Netscape bio vodeći preglednik, IE4 je preuzeo primat usprkos svojim bugovima.

## Inačica 5 i 5.5
IE5 se pojavio 1999. godine, i dobivao se predinstaliran uz Windowse 98 SE i Office 2000, to je bio ispeglani web preglednik u odnosu na IE4, a IE5.5 se pojavio 2000. godine.
IE5 je zadnja verzija koja podržava Windows 3.x, a IE5.5 je zadnja verzija koja podržava Windows 95.

## Inačica 6
IE6 pojavio se 2001. godine uz Windows XP (slijedi ritam izlaženja nove inačice uz novu inačicu Windowsa), još malo dotjeranija inačica u odnosu na prethodnu. Brojni sigurnosni nedostaci, nepostojanje tabova, nepodržavanje web standarda (CSS podrška bitno kaska kako za Operom, tako i za Firefoxom, web preglednikom koji je 2001. godine bio tek u povojima) uzrokovali su postupni prelazak mnogih korisnika na druge web preglednike.
IE6 je najdugovječnija verzija Internet Explorera i zadnja verzija IE6 bila je 6.0 SP3 izdana 2008.

## Inačica 7
Nakon 5 godina čekanja, 2006. godine pojavljuje se Internet Explorer 7, koji je preimenovan u Windows Internet Explorer. Verzija 7 planirana je kao sastavni dio operativnog sustava Windows Vista, te kao odvojena datoteka za skidanje namijenjena za Windows XP Service Pack 2 te Windows 2003 Service Pack 1 verzije Windows operativnog sustava. Dana 20. listopada 2006. godine službeno je izašao Internet Explorer 7 Final.

### Nove funkcije i promjene
- Zahtijeva provjeru legalnosti Windows operativnog sustava prije instalacije. No, unatoč ovoj mjeri sigurnosti, već je pronađen način kako ju zaobići.
- Internet Explorer više nije integriran s Windows Explorer ljuskom. Adrese web stranica utipkane u Windows Exploreru otvaraju se u Internet Exploreru, a datoteke utipkane u Internet Exploreru otvaraju se u Windows Exploreru
- Podrška za surfanje pomoću tabova odnosno kartica
- Brzi pregled svih otvorenih tabova
- Dodana tražilica u gornji desni kut. Kao početna tražilica je postavljen Windows Live, no vrlo lako se mogu dodati i druge tražilice
- Podrška za alpha prozirnost PNG slika
- Integriran čitač Web polja (RSS ili Atom)
- Brojna poboljšanja u podršci za CSS, DOM i HTML
- Alat za zumiranje web stranica
- ClearType može biti uključen ili isključen neovisno o operativnom sustavu
- "Phishing Filter" alat koji upozorava na stranice opasne za posjetitelje
- Izbornik može biti skriven od ostatka stranice
- Posve novo sučelje

## Inačica 8
IE8 izašao je u ožujku 2009. godine, i za razliku od prethodnih inačica podržava web standard CSS 2, no Microsoftovo otezanje između inačice 6 i 7 uzrokovalo je da danas Microsoft uzima najniži udio među Web preglednicima u zadnjih 15-ak godina, radi se o padu s više od 91% na manje od 50%.
IE8 je donio značajke kao što su Developer Tools, InPrivate način surfanja, WebSlices, višejezično sučelje (prema podacima iz lipnja 2009. podržava 63 jezika), redizajniran popis favorita te SmartScreen (zapravo nadogradnja Phishing Filtera iz IE7).

### Developer Tools
Developer Tools je alat namijenjen programerima koji omogućuje HTML, CSS i JavaScript debuggiranje izravno iz preglednika. Moguće je također blokirati određene ili sve skripte na stranici, zabraniti kolačiće (cookies), obrisati ih te pregledati informacije spremljene u njima, onemogućiti prikaz slika te prikazati njihovu veličinu i sl.  

### Automatic crash recoveryznačajka
Ako neka web stranica uzrokuje rušenje kartice, to neće utjecati na sam preglednik i ostale otvorene kartice. Ako se kartica sruši, Internet Explorer 8 će ju automatski pokušati ponovno učitati zajedno sa sadržajem koji je korisnik pregledavao neposredno prije nego što se kartica srušila.

### Smartscreen filter
Smartscreen filter je nadogradnja Phishing filtera za Internet Explorer 7. Poput njega, blokira stranice koje mogu poslužiti za krađu identiteta ili instaliraju viruse na korisnikovo računalo. Također, za razliku od Phishing filtera, može blokirati skidanje opasnih datoteka.

#### Provjera na viruse tijekom skidanja datoteka
SmartScreen filter pregledava datoteku koja se trenutno skida. Ako je datoteka maliciozna, skidanje datoteke će biti blokirano te će se prikazati upozorenje. Također, ako korisnik smatra da je neka datoteka maliciozna (a nije detektirana kao takva) može poslati prijavu Microsoftu. 

### WebSlices
Omogućuje korisniku da prati samo određene dijelove web stranice koja podržava RSS i WebSlices, npr. da prati samo jednu vijest ili članak na toj web stranici.

### InPrivate način surfanja
InPrivate način surfanja (također porn mode) je način surfanja koji ne ostavlja nikakve tragove nakon surfanja na korisnikovom računalu. Standardne postavke onemogućavaju korištenje dodataka i alatnih traka za IE od trećih strana. InPrivate značajka ne onemogućena u slučaju da je na računalu aktivirana roditeljska zaštita koja dolazi s Windows Vistom i Windowsima 7.

## Inačica 9
IE9 je izašao 14. ožujka 2011. S njim i brojna poboljšanja, uključujući podršku za CSS3 i HTML5, brži JavaScript i Hardware Accelerated koristeći Direct 2D i Direct Write. Verzija je dostupna na Vista i Windows 7 platformi, ali ne i na Windows XP-u. To je još jedan u nizu Microsoftovih pokušaja da smanji udio XP u operacijskim sustavima. Također, Microsoft se okrenuo minimalizmu i brzini ugledavši se u konkurenciju, pa tako IE od inačice 9 više nema velik broj radnih traka i teksta, već je sučelje jednostavno i minimalističko.

## Inačica 10
Microsoft je, izdavši inačicu IE9, najavio novu inačicu 10, koja se može koristiti samo na Windowsima 7 i 8. Za korisnike Windowsa 8, dolazi u dvije verzije: kao desktop-verzija i kao jedna od Metro-verzija, namijenjena i prilagođena novom Metro sučelju Windowsa. Iz Microsofta je objavljeno da se IE10 neće moći koristiti na Visti, već samo na Windowsu 7 i 8.

## Inačica 11
Izdana je 2013. uz Windows 8.1, s verzijom za Windows 7.

## Popis inačica Internet Explorera

### Internet Explorer za Windows
| Inačica | Datum izdavanja | Isporuka uz                            |
| ------- | --------------- | -------------------------------------- |
| 1.0     | kolovoz 1995.   | Plus! for Windows 95                   |
| 1.5     | siječanj 1996.  |                                        |
| 2.0     | studeni 1995.   | Windows NT 4.0 Windows 95 OSR1         |
| 2.1     |                 |                                        |
| 3.0     | kolovoz 1996.   | Windows 95 OSR 2                       |
| 3.01    | listopad 1996.  |                                        |
| 3.02    | ožujak 1997.    |                                        |
| 3.03    | 1997.           |                                        |
| 4.0     | rujan 1997.     | Windows 95 OSR 2.5                     |
| 4.01    | studeni 1997.   | Windows 98                             |
| 5.0     | ožujak 1999.    | Windows 98 SE                          |
| 5.01    | studeni 1999.   | Windows 2000                           |
| 5.5     | srpanj 2000.    | Windows Me                             |
| 6.0     | kolovoz 2001.   | Windows XP                             |
| 6.0 SP1 | rujan 2002.     | Windows XP SP1                         |
| 6.0 SP2 | kolovoz 2004.   | Windows XP SP2 Windows Server 2003 SP1 |
| 6.0 SP3 | travanj 2008.   | Windows XP SP3                         |
| 7.0     | listopad 2006.  | Windows Vista                          |
| 8.0     | ožujak 2009.    | Windows 7                              |
| 9.0     | ožujak 2011.    |                                        |
| 10.0    | listopad 2012.  | Windows 8                              |
| 11.0    | listopad 2013.  | Windows 8.1                            |

### Pocket Internet Explorer i Internet Explorer Mobile
| Inačica | Datum izdavanja | Isporuka uz        |
| ------- | --------------- | ------------------ |
| 1       | studeni 1996.   | Windows CE 1.0     |
| 1.1     | 1996.           | Windows CE 1.01    |
| 2       | rujan 1997.     | Windows CE 2.0     |
| 3       | srpanj 1998.    | Windows CE 2.11    |
| 4       | 2000.           | Pocket PC 2000     |
| 6       | listopad 2009.  | Windows Mobile 6.5 |
| 7       | listopad 2010.  | Windows Phone 7    |
| 9       | veljača 2011.   | Windows Phone 7.5  |
| 10      | listopad 2012.  | Windows Phone 8    |
| 11      | travanj 2014.   | Windows Phone 8.1  |

### Internet Explorer za Mac
- Internet Explorer 2.x for Macintosh, 1996.
- Internet Explorer 3.0x for Macintosh, 1997. (isporučivan uz Mac OS 8)
- Internet Explorer 4.0 for Macintosh, 1998. (isporučivan uz Mac OS 8)
- Internet Explorer 4.5 for Macintosh, 1999.
- Internet Explorer 5.0 Macintosh Edition, 2000.,  (isporučivan uz Mac OS X DP4)
- Internet Explorer 5.1.x Macintosh Edition, od 2001. do 2003., (isporučivan uz Mac OS X 10.1)

### Internet Explorer za Unix
- Internet Explorer for UNIX 4.01, 1998.
- Internet Explorer for UNIX 5.0, 1999.
- Internet Explorer for UNIX 5.0 SP1, 2001.

## Vanjske poveznice
- Internet Explorer Homepage - Službene stranice Internet Explorera
- Internet Explorer 8 download - Besplatno preuzimanje Internet Explorera 8